# Curtiss Day
Curtiss LaQ. Day född 24 maj 1895 in Paxton, Illinois.  död 25 april 1972, var en amerikansk flygpionjär.
Day flög med ett glidflygplan första gången 1911, men han ansåg att tiden i luften blev för kort och gick över till att flyga motorflygplan. Han soloflög första gången 22 juli 1914 och tilldelades FIA-flygcertifikat nummer 302. Han anställdes 1916 som testpilot av Wright Company vid företagets anläggning vid Hempstead Field på Long Island. Under första världskriget tjänstgjorde han som instruktör i avancerad flygning vid US Army Air Section.